# Ambulator keanei
Ambulator keanei — викопний вид сумчастих ссавців з вимерлої родини дворізцевих (Diprotodontidae). Існував у пліоцені в Австралії. Викопні рештки тварини знайдено у 1962 році у пустелі Тірарі в Південній Австралії. Спершу був включений до роду Zygomaturus, але був переміщений до нового роду Ambulator у 2023 році. Особливості його кінцівок свідчать про те, що Ambulator був краще пристосований до чотириногої ходьби, ніж попередні дипротодонтиди.

## Назва
Назва роду Ambulator латиною означає «ходячий». Це стосується численних посткраніальних адаптацій таксона до плантиградної, гравіпортальної ходьби. Вид названо на честь пана Вінсента П. Кіна, який надав важке обладнання для розкопок у пустелі Тірарі в 1962 році, які проводили Рубен А. Стіртон, Пол Ф. Лоусон, Річард Х. Тедфорд і Майкл О. Вудберн.